# Spermacoce multiflora
Spermacoce multiflora är en måreväxtart som först beskrevs av Dc., och fick sitt nu gällande namn av Piero G. Delprete. Spermacoce multiflora ingår i släktet Spermacoce och familjen måreväxter. Inga underarter finns listade i Catalogue of Life.